# Sant'Antonio in Campo Marzio (titre cardinalice)
Le titre cardinalice de Sant'Antonio in Campo Marzio (Saint-Antoine au Champ de Mars) est institué à l'occasion du consistoire du 21 février 2001 par le pape Jean-Paul II. Il est lié à l'Église Sant'Antonio in Campo Marzio, église nationale des portugais à Rome dédiée à Antoine de Padoue, patron du Portugal et située à proximité du Champ de Mars.

## Titulaires
- José da Cruz Policarpo (2001-2014)
- Manuel do Nascimento Clemente (2015- )

## Sources
- (it) Cet article est partiellement ou en totalité issu de l’article de Wikipédia en italien intitulé « San Francesco d'Assisi ad Acilia (titolo cardinalizio) » (voir la liste des auteurs).